# Список астероїдів (6001—6100)
| Назва                                    | Тимчасове позначення | Дата відкриття    | Місце відкриття                         | Відкривач                                              |
| ---------------------------------------- | -------------------- | ----------------- | --------------------------------------- | ------------------------------------------------------ |
| 6001 Фалес (Thales)                      | 1988 CP2             | 11 лютого 1988    | Обсерваторія Ла-Сілья                   | Ерік Вальтер Ельст                                     |
| (6002) 1988 RO                           | 1988 RO              | 8 вересня 1988    | Обсерваторія Брорфельде                 | Поуль Єнсен                                            |
| (6003) 1988 VO1                          | 1988 VO1             | 2 листопада 1988  | Обсерваторія Кушіро                     | Сейджі Уеда, Хіроші Канеда                             |
| (6004) 1988 XY1                          | 1988 XY1             | 11 грудня 1988    | Обсерваторія Кушіро                     | Сейджі Уеда, Хіроші Канеда                             |
| (6005) 1989 BD                           | 1989 BD              | 29 січня 1989     | Обсерваторія Кушіро                     | Сейджі Уеда, Хіроші Канеда                             |
| 6006 Анаксимандр (Anaximandros)          | 1989 GB4             | 3 квітня 1989     | Обсерваторія Ла-Сілья                   | Ерік Вальтер Ельст                                     |
| 6007 Біллеванс (Billevans)               | 1990 BE2             | 28 січня 1990     | Обсерваторія Кушіро                     | Сейджі Уеда, Хіроші Канеда                             |
| (6008) 1990 BF2                          | 1990 BF2             | 30 січня 1990     | Обсерваторія Кушіро                     | Сейджі Уеда, Хіроші Канеда                             |
| 6009 Юдзуруйосії (Yuzuruyoshii)          | 1990 FQ1             | 24 березня 1990   | Паломарська обсерваторія                | Е. Гелін                                               |
| 6010 Лізенґа (Lyzenga)                   | 1990 OE              | 19 липня 1990     | Паломарська обсерваторія                | Е. Гелін                                               |
| 6011 Тоцці (Tozzi)                       | 1990 QU5             | 29 серпня 1990    | Паломарська обсерваторія                | Генрі Гольт                                            |
| (6012) 1990 SK4                          | 1990 SK4             | 22 вересня 1990   | Обсерваторія Сайдинг-Спрінг             | Роберт Макнот                                          |
| 6013 Енденіке (Andanike)                 | 1991 OZ              | 18 липня 1991     | Паломарська обсерваторія                | Генрі Гольт                                            |
| 6014 Крібренмарк (Chribrenmark)          | 1991 PO10            | 7 серпня 1991     | Паломарська обсерваторія                | Генрі Гольт                                            |
| 6015 Пауларего (Paularego)               | 1991 PR10            | 7 серпня 1991     | Паломарська обсерваторія                | Генрі Гольт                                            |
| (6016) 1991 PA11                         | 1991 PA11            | 7 серпня 1991     | Паломарська обсерваторія                | Генрі Гольт                                            |
| (6017) 1991 PY11                         | 1991 PY11            | 7 серпня 1991     | Паломарська обсерваторія                | Генрі Гольт                                            |
| (6018) 1991 PS16                         | 1991 PS16            | 7 серпня 1991     | Паломарська обсерваторія                | Генрі Гольт                                            |
| (6019) 1991 RO6                          | 1991 RO6             | 3 вересня 1991    | Обсерваторія Сайдинг-Спрінг             | Роберт Макнот                                          |
| 6020 Міямото (Miyamoto)                  | 1991 SL1             | 30 вересня 1991   | Обсерваторія Кітамі                     | Кін Ендате, Кадзуро Ватанабе                           |
| (6021) 1991 TM                           | 1991 TM              | 1 жовтня 1991     | Обсерваторія Сайдинг-Спрінг             | Роберт Макнот                                          |
| 6022 Дзюро (Jyuro)                       | 1992 UB4             | 26 жовтня 1992    | Обсерваторія Кітамі                     | Кін Ендате, Кадзуро Ватанабе                           |
| 6023 Цуясіма (Tsuyashima)                | 1992 UQ4             | 26 жовтня 1992    | Обсерваторія Кітамі                     | Кін Ендате, Кадзуро Ватанабе                           |
| 6024 Отяномідзу (Ochanomizu)             | 1992 UT4             | 27 жовтня 1992    | Обсерваторія Дінік                      | Ацуші Суґіе                                            |
| 6025 Наотосато (Naotosato)               | 1992 YA3             | 30 грудня 1992    | Обсерваторія Ніхондайра                 | Такеші Урата                                           |
| 6026 Ксенофан (Xenophanes)               | 1993 BA8             | 23 січня 1993     | Обсерваторія Ла-Сілья                   | Ерік Вальтер Ельст                                     |
| (6027) 1993 SS2                          | 1993 SS2             | 23 вересня 1993   | Обсерваторія Сайдинг-Спрінг             | Ґордон Ґаррард                                         |
| (6028) 1994 ER1                          | 1994 ER1             | 11 березня 1994   | Обсерваторія Кушіро                     | Сейджі Уеда, Хіроші Канеда                             |
| 6029 Едітранд (Edithrand)                | 1948 AG              | 14 січня 1948     | Обсерваторія Лік                        | Е. Віртанен                                            |
| 6030 Золенський (Zolensky)               | 1981 EG36            | 7 березня 1981    | Обсерваторія Сайдинг-Спрінг             | Ш. Дж. Бас                                             |
| 6031 Рьокан (Ryokan)                     | 1982 BQ4             | 26 січня 1982     | Обсерваторія Кісо                       | Хірокі Косаї, Кіїтіро Фурукава                         |
| 6032 Нобель (Nobel)                      | 1983 PY              | 4 серпня 1983     | КрАО                                    | Карачкіна Людмила Георгіївна                           |
| (6033) 1984 SQ4                          | 1984 SQ4             | 24 вересня 1984   | Обсерваторія Ла-Сілья                   | Анрі Дебеонь                                           |
| (6034) 1987 JA                           | 1987 JA              | 5 травня 1987     | Університетська обсерваторія Маунт-Джон | Алан Ґілмор, Памела Кілмартін                          |
| 6035 Чітлалтепетль (Citlaltepetl)        | 1987 OR              | 27 липня 1987     | Обсерваторія Верхнього Провансу         | Ерік Вальтер Ельст                                     |
| 6036 Вайнберг (Weinberg)                 | 1988 CV3             | 13 лютого 1988    | Обсерваторія Ла-Сілья                   | Ерік Вальтер Ельст                                     |
| (6037) 1988 EG                           | 1988 EG              | 12 березня 1988   | Паломарська обсерваторія                | Джеффрі Алу                                            |
| (6038) 1989 EQ                           | 1989 EQ              | 4 березня 1989    | Обсерваторія Сайдинг-Спрінг             | Роберт Макнот                                          |
| 6039 Парменід (Parmenides)               | 1989 RS              | 3 вересня 1989    | Обсерваторія Верхнього Провансу         | Ерік Вальтер Ельст                                     |
| (6040) 1990 DK3                          | 1990 DK3             | 24 лютого 1990    | Обсерваторія Ла-Сілья                   | Анрі Дебеонь                                           |
| 6041 Juterkilian                         | 1990 KL              | 21 травня 1990    | Паломарська обсерваторія                | Е. Гелін                                               |
| 6042 Cheshirecat                         | 1990 WW2             | 23 листопада 1990 | Станція JCPM Якіїмо                     | Акіра Наторі, Такеші Урата                             |
| 6043 Аврох (Aurochs)                     | 1991 RK2             | 9 вересня 1991    | Обсерваторія Кійосато                   | Сатору Отомо                                           |
| 6044 Хаммер-Пургшталь (Hammer-Purgstall) | 1991 RW4             | 13 вересня 1991   | Обсерваторія Карла Шварцшильда          | Лутц Шмадель, Ф. Бернґен                               |
| (6045) 1991 RG9                          | 1991 RG9             | 11 вересня 1991   | Паломарська обсерваторія                | Генрі Гольт                                            |
| (6046) 1991 RF14                         | 1991 RF14            | 13 вересня 1991   | Паломарська обсерваторія                | Генрі Гольт                                            |
| (6047) 1991 TB1                          | 1991 TB1             | 10 жовтня 1991    | Паломарська обсерваторія                | Перрі Роуз                                             |
| (6048) 1991 UC1                          | 1991 UC1             | 18 жовтня 1991    | Обсерваторія Кушіро                     | Сейджі Уеда, Хіроші Канеда                             |
| 6049 Тода (Toda)                         | 1991 VP              | 2 листопада 1991  | Обсерваторія Кітамі                     | Ацусі Такагасі, Кадзуро Ватанабе                       |
| 6050 Miwablock                           | 1992 AE              | 10 січня 1992     | Обсерваторія Кітт-Пік                   | Spacewatch                                             |
| 6051 Анаксимена (Anaximenes)             | 1992 BX1             | 30 січня 1992     | Обсерваторія Ла-Сілья                   | Ерік Вальтер Ельст                                     |
| 6052 Дзюніті (Junichi)                   | 1992 CE1             | 9 лютого 1992     | Обсерваторія Кітамі                     | Кін Ендате, Кадзуро Ватанабе                           |
| (6053) 1993 BW3                          | 1993 BW3             | 30 січня 1993     | Обсерваторія Сайдинг-Спрінг             | Роберт Макнот                                          |
| 6054 Гіберті (Ghiberti)                  | 4019 P-L             | 24 вересня 1960   | Паломарська обсерваторія                | К. Й. ван Гаутен, І. ван Гаутен-Ґроневельд, Т. Герельс |
| 6055 Брунеллескі (Brunelleschi)          | 2158 T-3             | 16 жовтня 1977    | Паломарська обсерваторія                | К. Й. ван Гаутен, І. ван Гаутен-Ґроневельд, Т. Герельс |
| 6056 Донателло (Donatello)               | 2318 T-3             | 16 жовтня 1977    | Паломарська обсерваторія                | К. Й. ван Гаутен, І. ван Гаутен-Ґроневельд, Т. Герельс |
| 6057 Роббія (Robbia)                     | 5182 T-3             | 16 жовтня 1977    | Паломарська обсерваторія                | К. Й. ван Гаутен, І. ван Гаутен-Ґроневельд, Т. Герельс |
| (6058) 1978 VL5                          | 1978 VL5             | 7 листопада 1978  | Паломарська обсерваторія                | Е. Гелін, Ш. Дж. Бас                                   |
| (6059) 1979 TA                           | 1979 TA              | 11 жовтня 1979    | Обсерваторія Клеть                      | Зденька Ваврова                                        |
| 6060 Дудлбі (Doudleby)                   | 1980 DX              | 19 лютого 1980    | Обсерваторія Клеть                      | Антонін Мркос                                          |
| (6061) 1981 SQ2                          | 1981 SQ2             | 20 вересня 1981   | Обсерваторія Ла-Сілья                   | Анрі Дебеонь                                           |
| 6062 Веспа (Vespa)                       | 1983 JQ              | 6 травня 1983     | Станція Андерсон-Меса                   | Норман Томас                                           |
| 6063 Jason                               | 1984 KB              | 27 травня 1984    | Паломарська обсерваторія                | Керолін Шумейкер, Юджин Шумейкер                       |
| 6064 Голашовиці (Holasovice)             | 1987 HE1             | 23 квітня 1987    | Обсерваторія Клеть                      | Антонін Мркос                                          |
| 6065 Шесно                               | 1987 OC              | 27 липня 1987     | Паломарська обсерваторія                | Е. Гелін, Рой Данбер                                   |
| 6066 Гендрікс (Hendricks)                | 1987 SZ3             | 26 вересня 1987   | Станція Андерсон-Меса                   | Едвард Бовелл                                          |
| (6067) 1990 QR11                         | 1990 QR11            | 28 серпня 1990    | Обсерваторія Клеть                      | Зденька Ваврова                                        |
| 6068 Бранденбурґ (Brandenburg)           | 1990 TJ2             | 10 жовтня 1990    | Обсерваторія Карла Шварцшильда          | Ф. Бернґен, Лутц Шмадель                               |
| 6069 Севолані (Cevolani)                 | 1991 PW17            | 8 серпня 1991     | Паломарська обсерваторія                | Генрі Гольт                                            |
| 6070 Рейнланд (Rheinland)                | 1991 XO1             | 10 грудня 1991    | Обсерваторія Карла Шварцшильда          | Ф. Бернґен                                             |
| 6071 Сакітама (Sakitama)                 | 1992 AS1             | 4 січня 1992      | Окутама                                 | Цуному Хіокі, Шудзі Хаякава                            |
| 6072 Хаутгаст (Hooghoudt)                | 1280 T-1             | 25 березня 1971   | Паломарська обсерваторія                | К. Й. ван Гаутен, І. ван Гаутен-Ґроневельд, Т. Герельс |
| (6073) 1939 UB                           | 1939 UB              | 18 жовтня 1939    | Турку                                   | Ірйо Вяйсяля                                           |
| 6074 Бехтерєва (Bechtereva)              | 1968 QE              | 24 серпня 1968    | КрАО                                    | Смирнова Тамара Михайлівна                             |
| 6075 Зайцев (Zajtsev)                    | 1976 GH2             | 1 квітня 1976     | КрАО                                    | Черних Микола Степанович                               |
| 6076 Плавец (Plavec)                     | 1980 CR              | 14 лютого 1980    | Обсерваторія Клеть                      | Ладіслав Брожек                                        |
| 6077 Месснер (Messner)                   | 1980 TM              | 3 жовтня 1980     | Обсерваторія Клеть                      | Зденька Ваврова                                        |
| 6078 Барт (Burt)                         | 1980 TC5             | 10 жовтня 1980    | Паломарська обсерваторія                | Керолін Шумейкер                                       |
| 6079 Ґерокурат (Gerokurat)               | 1981 DG3             | 28 лютого 1981    | Обсерваторія Сайдинг-Спрінг             | Ш. Дж. Бас                                             |
| 6080 Люґмаір (Lugmair)                   | 1981 EY26            | 2 березня 1981    | Обсерваторія Сайдинг-Спрінг             | Ш. Дж. Бас                                             |
| 6081 Клутіс (Cloutis)                    | 1981 EE35            | 2 березня 1981    | Обсерваторія Сайдинг-Спрінг             | Ш. Дж. Бас                                             |
| 6082 Тимірязєв (Timiryazev)              | 1982 UH8             | 21 жовтня 1982    | КрАО                                    | Журавльова Людмила Василівна                           |
| 6083 Джейніраблум (Janeirabloom)         | 1984 SQ2             | 25 вересня 1984   | Станція Андерсон-Меса                   | Браян Скіфф                                            |
| 6084 Баском (Bascom)                     | 1985 CT              | 12 лютого 1985    | Паломарська обсерваторія                | Керолін Шумейкер, Юджин Шумейкер                       |
| 6085 Фраеті (Fraethi)                    | 1987 SN3             | 25 вересня 1987   | Обсерваторія Брорфельде                 | Поуль Єнсен                                            |
| (6086) 1987 VU                           | 1987 VU              | 15 листопада 1987 | Обсерваторія Клеть                      | Зденька Ваврова                                        |
| 6087 Лупо (Lupo)                         | 1988 FK              | 19 березня 1988   | Паломарська обсерваторія                | Керолін Шумейкер, Юджин Шумейкер                       |
| 6088 Хосіґакубо (Hoshigakubo)            | 1988 UH              | 18 жовтня 1988    | Обсерваторія Ґейсей                     | Тсутому Секі                                           |
| 6089 Ідзумі (Izumi)                      | 1989 AF1             | 5 січня 1989      | Станція Аясі обсерваторії Сендай        | Масахіро Коїсікава                                     |
| (6090) 1989 DJ                           | 1989 DJ              | 27 лютого 1989    | Обсерваторія Ла-Сілья                   | Анрі Дебеонь                                           |
| 6091 Міцуру (Mitsuru)                    | 1990 DA1             | 28 лютого 1990    | Обсерваторія Кітамі                     | Кін Ендате, Кадзуро Ватанабе                           |
| 6092 Джонмейсон (Johnmason)              | 1990 MN              | 27 червня 1990    | Паломарська обсерваторія                | Е. Гелін                                               |
| 6093 Макото (Makoto)                     | 1990 QP5             | 30 серпня 1990    | Обсерваторія Кітамі                     | Кін Ендате, Кадзуро Ватанабе                           |
| 6094 Хісако (Hisako)                     | 1990 VQ1             | 10 листопада 1990 | Окутама                                 | Цуному Хіокі, Шудзі Хаякава                            |
| (6095) 1991 UU                           | 1991 UU              | 18 жовтня 1991    | Обсерваторія Кушіро                     | Сейджі Уеда, Хіроші Канеда                             |
| (6096) 1991 UB2                          | 1991 UB2             | 29 жовтня 1991    | Обсерваторія Кушіро                     | Сейджі Уеда, Хіроші Канеда                             |
| 6097 Койсікава (Koishikawa)              | 1991 UK2             | 29 жовтня 1991    | Обсерваторія Кітамі                     | Кін Ендате, Кадзуро Ватанабе                           |
| 6098 Мутодзюнкю (Mutojunkyu)             | 1991 UW3             | 31 жовтня 1991    | Обсерваторія Кушіро                     | Масанорі Мацумаяма, Кадзуро Ватанабе                   |
| 6099 Саарланд (Saarland)                 | 1991 UH4             | 30 жовтня 1991    | Обсерваторія Карла Шварцшильда          | Ф. Бернґен                                             |
| 6100 Кунітомоіккансай (Kunitomoikkansai) | 1991 VK4             | 9 листопада 1991  | Обсерваторія Дінік                      | Ацуші Суґіе                                            |

| Астероїди 1—10000 → |           |           |           |           |           |           |           |           |            |
| 1—100               | 1001—1100 | 2001—2100 | 3001—3100 | 4001—4100 | 5001—5100 | 6001—6100 | 7001—7100 | 8001—8100 | 9001—9100  |
| 101—200             | 1101—1200 | 2101—2200 | 3101—3200 | 4101—4200 | 5101—5200 | 6101—6200 | 7101—7200 | 8101—8200 | 9101—9200  |
| 201—300             | 1201—1300 | 2201—2300 | 3201—3300 | 4201—4300 | 5201—5300 | 6201—6300 | 7201—7300 | 8201—8300 | 9201—9300  |
| 301—400             | 1301—1400 | 2301—2400 | 3301—3400 | 4301—4400 | 5301—5400 | 6301—6400 | 7301—7400 | 8301—8400 | 9301—9400  |
| 401—500             | 1401—1500 | 2401—2500 | 3401—3500 | 4401—4500 | 5401—5500 | 6401—6500 | 7401—7500 | 8401—8500 | 9401—9500  |
| 501—600             | 1501—1600 | 2501—2600 | 3501—3600 | 4501—4600 | 5501—5600 | 6501—6600 | 7501—7600 | 8501—8600 | 9501—9600  |
| 601—700             | 1601—1700 | 2601—2700 | 3601—3700 | 4601—4700 | 5601—5700 | 6601—6700 | 7601—7700 | 8601—8700 | 9601—9700  |
| 701—800             | 1701—1800 | 2701—2800 | 3701—3800 | 4701—4800 | 5701—5800 | 6701—6800 | 7701—7800 | 8701—8800 | 9701—9800  |
| 801—900             | 1801—1900 | 2801—2900 | 3801—3900 | 4801—4900 | 5801—5900 | 6801—6900 | 7801—7900 | 8801—8900 | 9801—9900  |
| 901—1000            | 1901—2000 | 2901—3000 | 3901—4000 | 4901—5000 | 5901—6000 | 6901—7000 | 7901—8000 | 8901—9000 | 9901—10000 |